# 19523 Paolofrisi
19523 Paolofrisi (1998 YX3) là một tiểu hành tinh vành đai chính.